# Arrucina

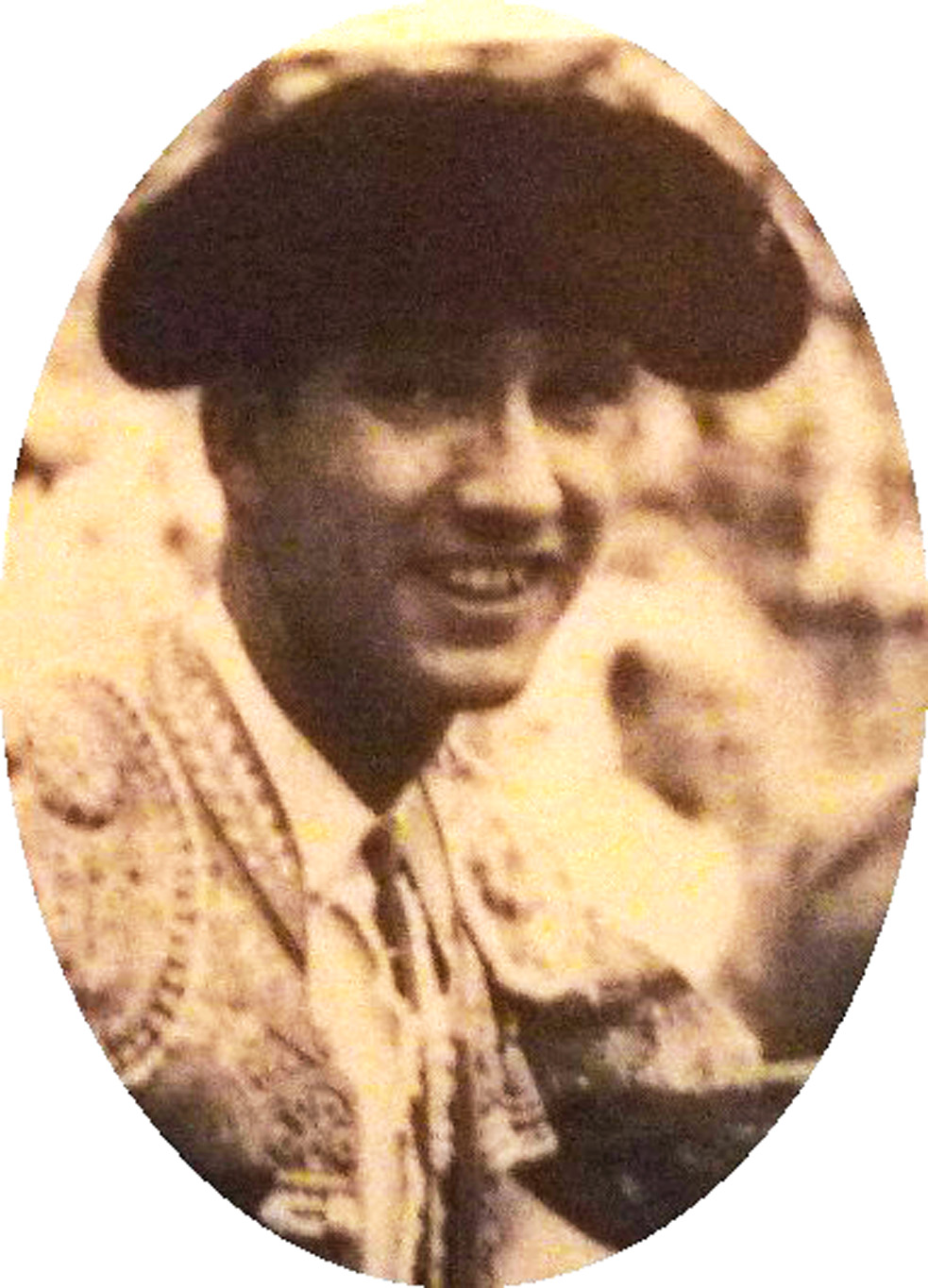
Carlos Arruza

Dans le monde de la tauromachie, la arrucina est une passe haute de muleta effectuée de la main droite. Créée par le matador mexicain Carlos Arruza, cette variante du derechazo est très rarement exécutée.

## Description
La muleta étant soutenue par l'épée, le torero replie son bras droit dans son dos et présente à l'animal sa hanche droite. Puis il esquive la charge en pivotant d'un quart de tour vers la gauche en faisant voler l'étoffe. Ou bien il pivote en sens inverse de la charge en élevant la muleta au-dessus des cornes du taureau. Le taureau s'élance ainsi sur une surface réduite (le tissu dépasse du flanc de l'homme), et le torero peut l'entrainer dans son mouvement. Lorsqu'il l'entraîne en sens inverse, il fait passer l'étoffe en hauteur sur les cornes dressées, ce qui revient alors à une passe de poitrine. La Arrucina autorise un grand nombre de variantes. Elle peut se rapprocher de la « passe militaire » (costadillo), ou de la « dosantina » dans laquelle le matador tourne le dos à l'animal et fait passer la muleta au-dessus des cornes au moment de l'attaque. Carlos Arruza l'exécuta le 2 avril 1945 à Barcelone.